# Галерина моховая
Галери́на мохова́я (лат. Galerína hypnórum) — вид грибов, входящий в род Галерина (Galerina) семейства Строфариевые (Strophariaceae).
Синонимы:
- Agaricus hypni Batsch, 1786basionym
- Agaricus hypnorum Schrank, 1789
- Conocybe hypnorum (Schrank) Murrill, 1912
- Galera hypnorum (Schrank) P. Kumm., 1871
- Galera rubiginosa var. hypnorum (Schrank) Rick, 1938
- Galerina subhypnorum (G.F. Atk.) Singer, 1973
- Galerula hypni (Batsch) Murrill, 1917
- Galerula hypnorum (Schrank) Madre, 1933
- Galerula subhypnorum G.F. Atk., 1918

## Описание
- Шляпка 0,4—1,5 см в диаметре, в молодом возрасте конической формы, затем раскрывающаяся до полушаровидной и выпуклой, гигрофанная, гладкая. Поверхность шляпки окрашена в медово-жёлтые или светло-бурые тона, при подсыхании выцветает до тёмно-кремовой.
- Мякоть тонкая, ломкая.
- Гименофор пластинчатый, пластинки частые или довольно редкие, приросшие к ножке, узкие, охристо-бурого цвета.
- Ножка 1,5—4 см длиной и 0,1—0,2 см толщиной, обычно более или менее ровная, ломкая, в верхней части бархатистая, ниже гладкая, иногда с утолщением в основании, светло-жёлтого цвета, при подсыхании или прикосновении слабо темнеет. Покрывало рудиментарное, быстро исчезающее.
- Споры 9—12×5,5—7 мкм, яйцевидной формы, светло-бурого цвета в KOH. Базидии четырёхспоровые, 23—30×7—8,5 мкм, неамилоидные. Хейлоцистиды многочисленные, веретеновидной формы, 33—54×6—9 мкм. Плевроцистиды отсутствуют. Гифы с пряжками. Трама пластинок переплетённая, пластинки и мякоть буроватые в KOH. Эпикутис развит слабо.
- Галерина моховая считается ядовитым грибом.

## Ареал и экология
Галерина моховая широко распространена в Европе и Северной Америке. Произрастает небольшими группами, во мху на полусгнивших брёвнах.

## Сходные виды
- Galerina sphagnorum (Pers.) Kühner, 1935
- Galerina vittiformis (Fr.) Singer, 1950